# Aplocheilichthys katangae
Aplocheilichthys katangae és una espècie de peix pertanyent a la família dels pecílids.

## Descripció
- Pot arribar a fer 4,5 cm de llargària màxima.[5][6]

## Alimentació
Menja larves d'insectes, Daphnia i d'altres petits invertebrats.

## Reproducció
Fa la posta entre la vegetació.

## Hàbitat
És un peix d'aigua dolça, bentopelàgic i de clima tropical (20 °C-28 °C; 11°S-28°S).

## Distribució geogràfica
Es troba a Àfrica: el sud de la República Democràtica del Congo, l'est d'Angola, Botswana, Zàmbia, Zimbàbue, Malawi, Moçambic, Sud-àfrica i Namíbia.

## Ús comercial
És emprat per a controlar les poblacions de mosquits.

## Vida en captivitat
No s'adapta bé a viure dins d'un aquari.

## Estat de conservació
Els seus principals problemes són la possible sobrepesca que podria patir a causa de la seua importància en el comerç de peixos d'aquari i la sedimentació que es produeix en els rius i rierols on viu.

## Observacions
És inofensiu per als humans.